# إسحاق أوسي
إسحاق أوسي هو مصرفي واقتصادي وسياسي غاني، ولد في 29 مارس 1951 في كوماسي في غانا. نشط حزبياً في الحزب الوطني الجديد ‏. في 2008 Ghanaian general election ‏، انتخب Member of the 5th Parliament of the 4th Republic of Ghana ‏ عن دائرة Subin (Ghana parliament constituency) ‏ وقد انضم خلال فترته النيابية ‏ (7 يناير 2009 – 6 يناير 2013) للكتلة البرلمانية الحزب الوطني الجديد ‏ وفي 2012 Ghanaian general election ‏، انتخب Member of the 6th Parliament of the 4th Republic of Ghana ‏ عن دائرة Subin (Ghana parliament constituency) ‏ وقد انضم خلال فترته النيابية ‏ (7 يناير 2013 – 6 يناير 2017) للكتلة البرلمانية الحزب الوطني الجديد ‏.